# Álvaro Flórez Estrada

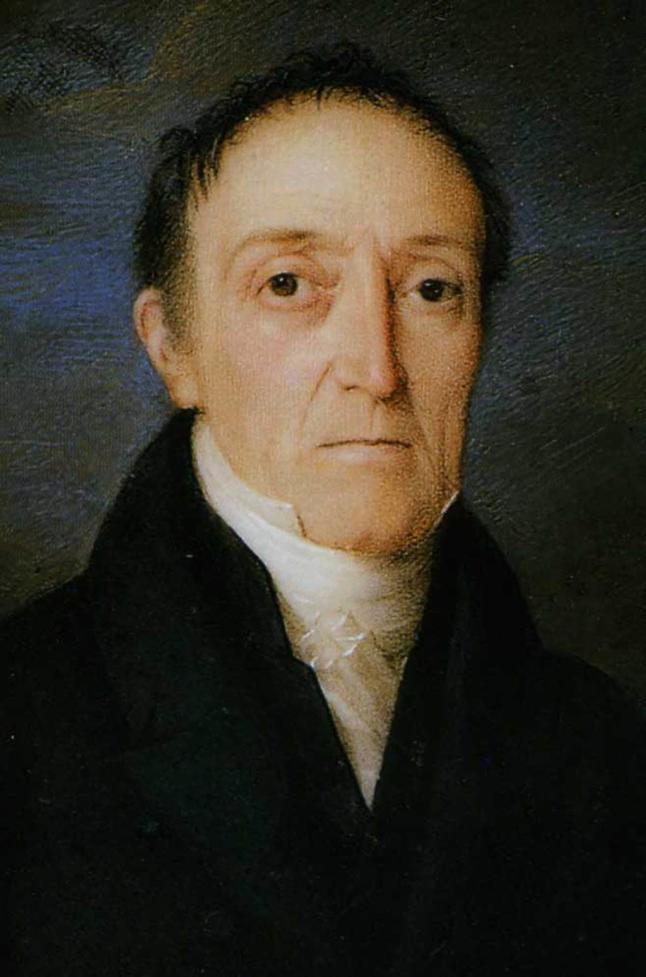
Álvaro Flórez Estrada

Don Álvaro Flórez Estrada (* 1769 in Pola de Somiedo, Asturien; † 1853 in Noreña, Asturien) war ein spanischer Nationalökonom.

## Leben
Flórez Estrada studierte Jura und avancierte 1808 zum Generalprokurator der Provinz Asturien. Als Patriot lehnte er Napoléon Bonaparte und dessen Politik ab. Diese politische Betätigung brachte u. a. das Amt eines Abgeordneten ein und später das eines Senators; zu letzterem wurde Estrada auf Lebenszeit gewählt.
Freimütig verteidigte er auch die Nationalrechte gegen den zurückgekehrten König Ferdinand VII. in seiner Representacion à Fernando VII. Dieses Werk wurde fast in alle europäischen Sprachen übersetzt und machte Estrada in ganz Europa bekannt. Als nach dem Staatsstreich vom 1. Januar 1820 Spanien wieder zur Monarchie zurückfand, redigierte Estrada das zu Cádiz erscheinende Oppositionsblatt El tribuno del pueblo. Die politischen Ereignisse zwangen Estrada, der dem Geheimbund der Comuneros angehörte, 1823 ins Exil nach Frankreich, wo er ebenfalls als politischer Schriftsteller tätig war.
Im Alter von ungefähr 84 Jahren starb Alvaro Flórez Estrada 1853.

## Werke (Auswahl)
- Curso de economia politica. 5. Auflage. Madrid 1843 (3 Bände)
- Elementos de economia politica. Madrid 1841 (Auszug des vorigen)
- Representacion à Fernando VII.